# سارا آتربک
سارا آتربک (انگلیسی: Sarah Utterback؛ زادهٔ ۱۲ ژانویهٔ ۱۹۸۲) یک هنرپیشه و تهیه‌کننده اهل ایالات متحده آمریکا است.

## گزیدهٔ آثار

### تلویزیون
- ان‌سی‌آی‌اس (۲۰۰۹)
- مرد خانواده (۲۰۰۹–۲۰۰۵)
- آناتومی گری (۲۰۰۹–۲۰۰۵)